# Streptopus lanceolatus
Streptopus lanceolatus là một loài thực vật có hoa trong họ Măng tây. Loài này được (Aiton) Reveal miêu tả khoa học đầu tiên năm 1993.

## Hình ảnh

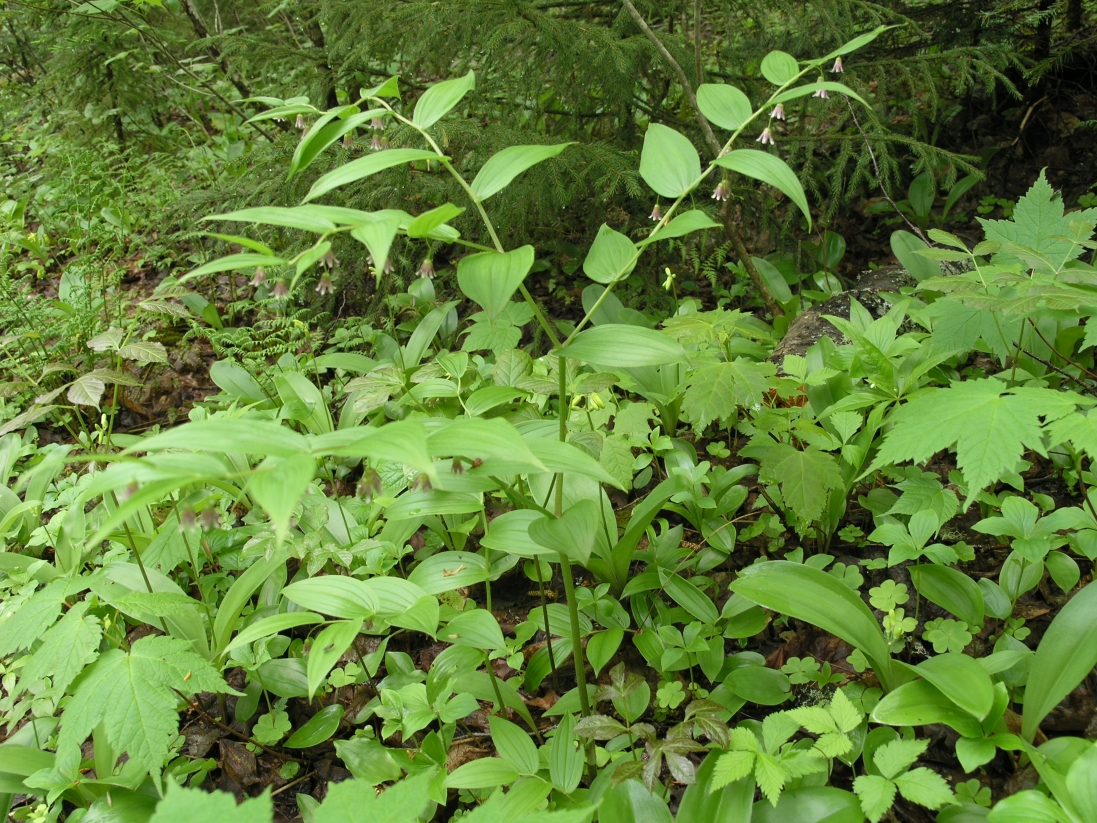
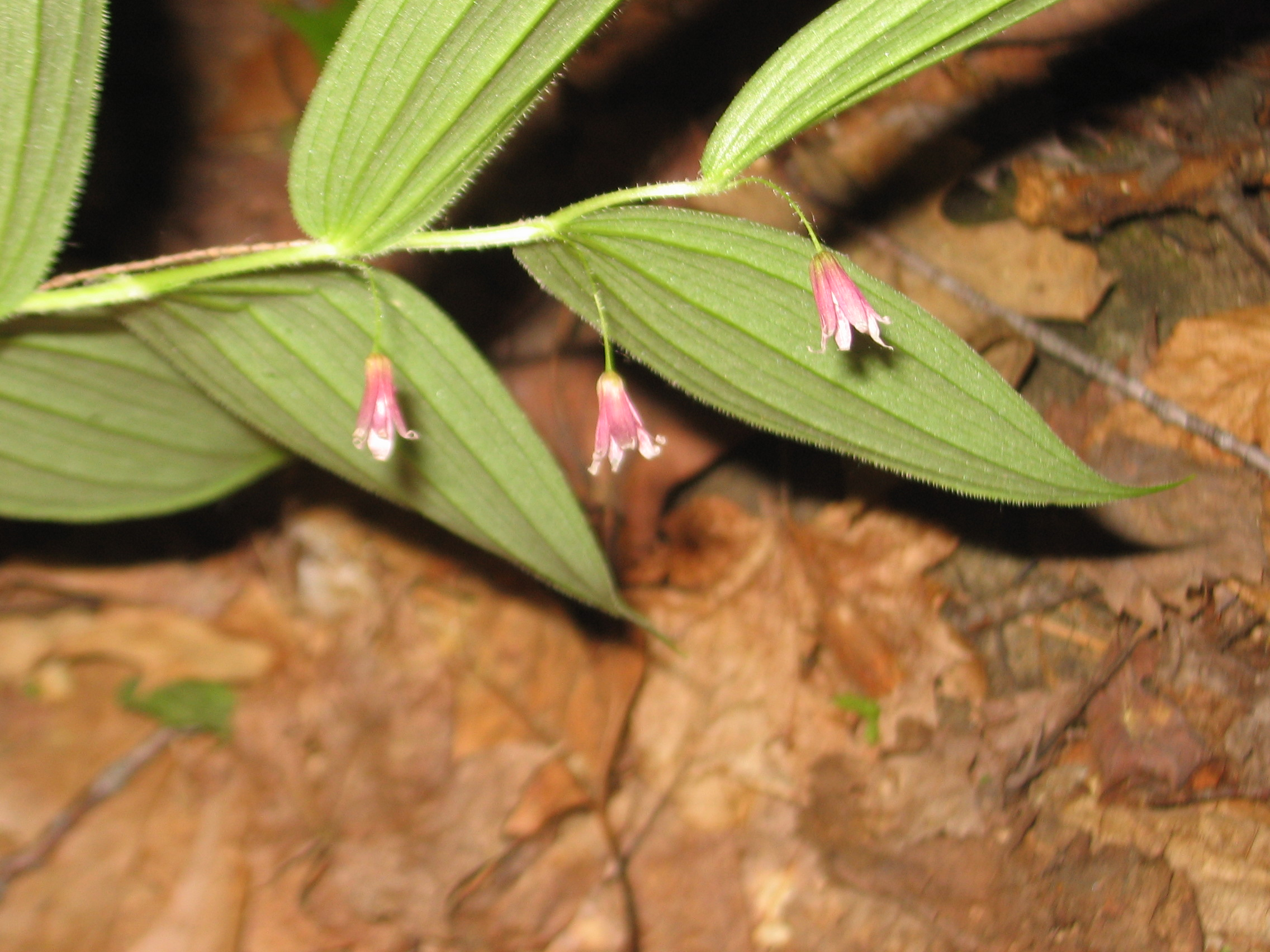
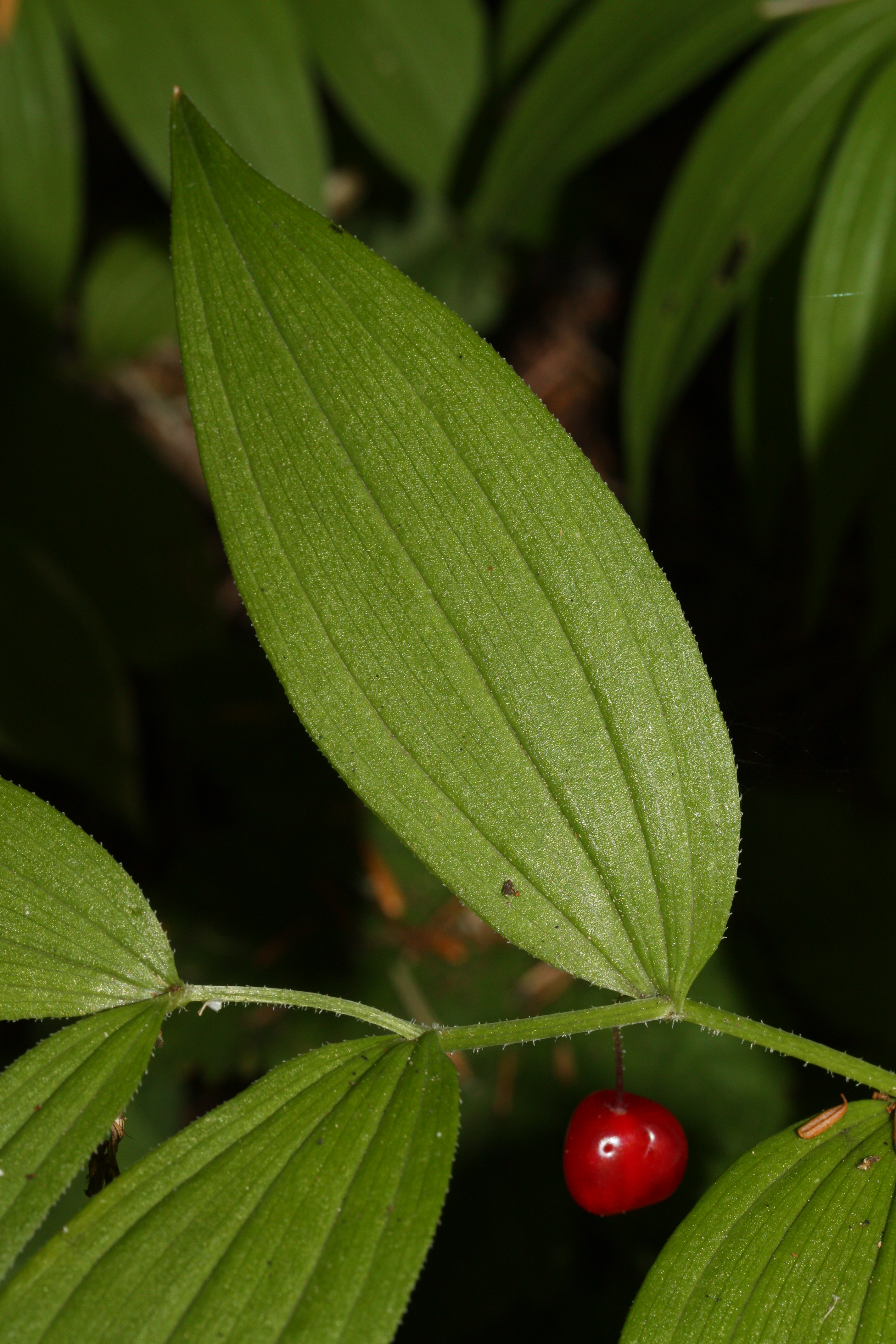
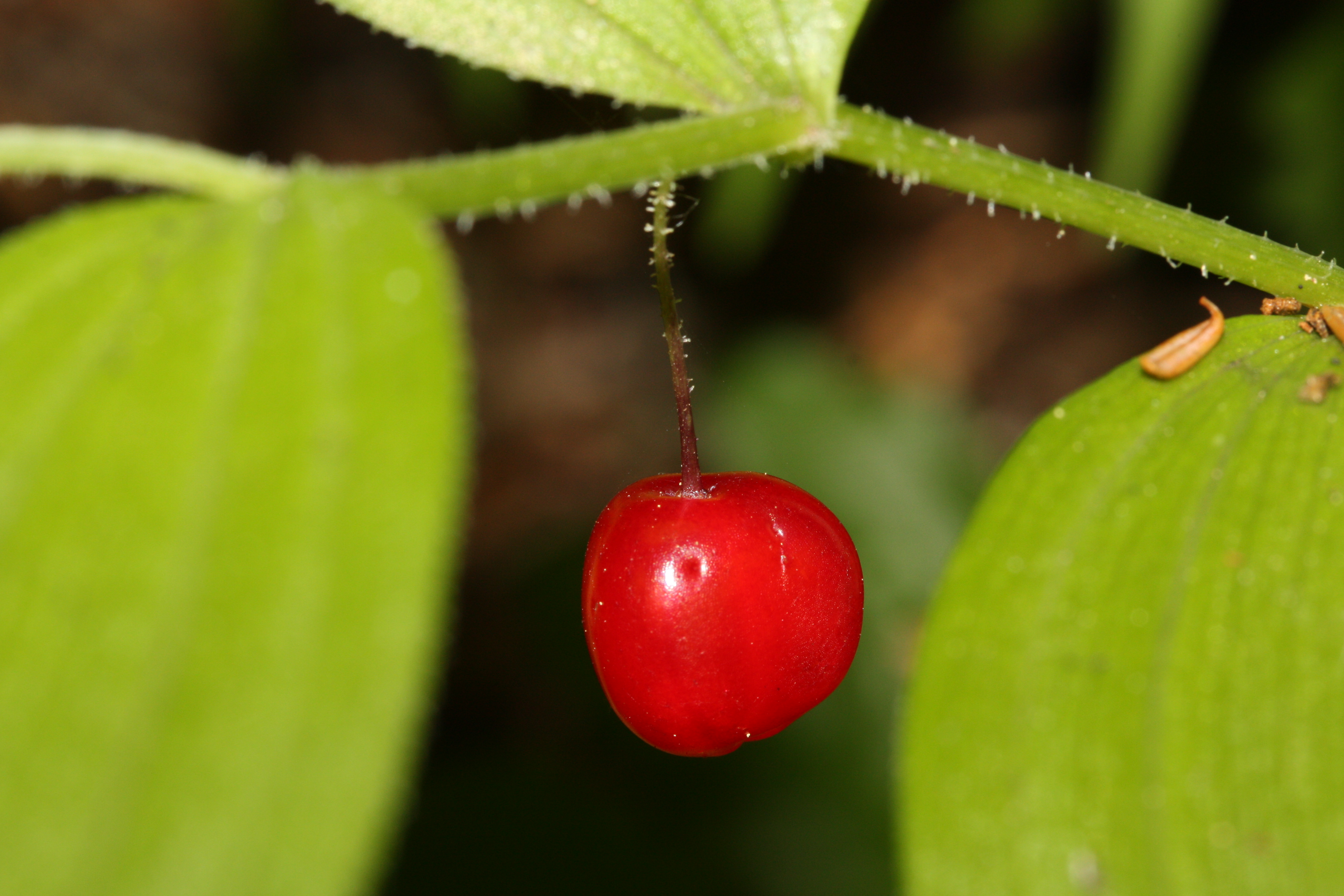